# Юморист

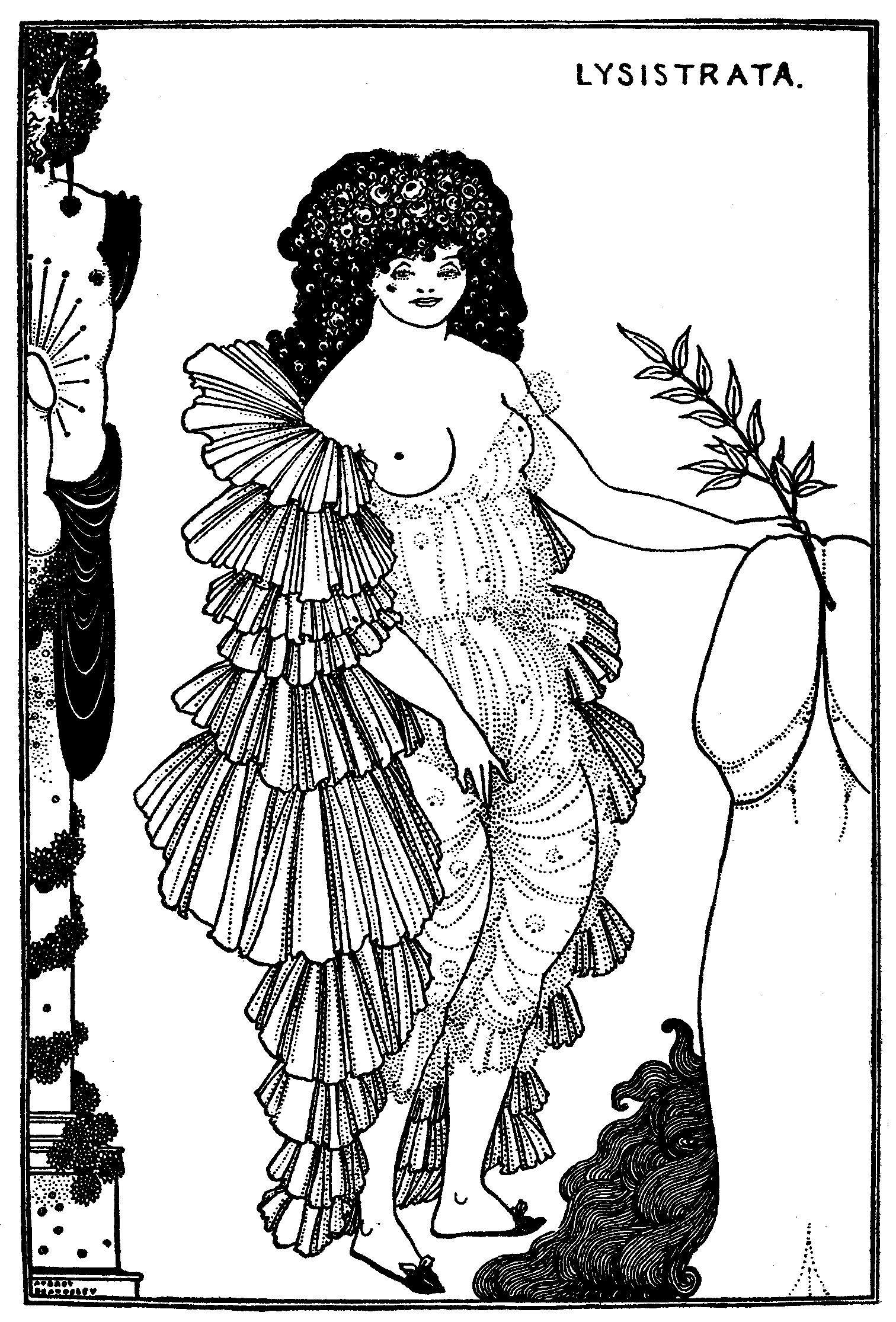
Обри Бёрдслей. Иллюстрация к «Лисистрате» Аристофана

Юморист — человек, автор или исполнитель юмористических произведений, человек, склонный к юмору; шутник, комик, сатирик, весельчак.

## Этимология
Русское слово юморист происходит от англ. humour — причуда, нрав, настроение. В свою очередь, английское humour происходит от лат. humor — влага, жидкость: согласно античному учению о соотношении четырёх «жидкостей» человеческого тела, определяющем четыре темперамента, или характера.

## Писатели, классики художественного юмора

### Античный период
- Апулей
- Аристофан
- Марк Валерий Марциал.
- Менандр
- Плавт

### Средние века
- Джованни Боккаччо
- Франсуа Вийон
- Франсуа Рабле
- Мигель де Сервантес Сааведра
- Джефри Чосер

### Новое время
- Вольтер
- Карло Гольдони
- Мольер
- Эразм Роттердамский
- Джонатан Свифт
- Лоренс Стерн
- Уильям Шекспир

### XIX век
- Николай Гоголь
- Александр Грибоедов
- Джером Клапка Джером
- Чарльз Диккенс
- Козьма Прутков
- Михаил Салтыков-Щедрин
- Марк Твен
- Оскар Уайльд
- Антон Чехов
- Бернард Шоу

### XX—XXI века

Памятник Остапу Бендеру у пятигорского «Провала»

- Аркадий Аверченко
- Исаак Бабель
- Михаил Булгаков
- Ярослав Гашек
- Григорий Горин
- Михаил Жванецкий
- Михаил Задорнов
- Илья Ильф и Евгений Петров
- Стивен Ликок
- Джордж Микеш
- Леонид Соловьёв
- Юлиан Тувим
- Илья Эренбург

## Смежные темы
Список статей, названия которых начинаются с «Юморист»
- Юмор FM
- Юморина
- Юмор висельника
- Юмористические журналы
- Юмореска (литература)
- Юмореска (музыка)
- Юмористическая фантастика